# Judith Butler
Judith Butler (ur. 24 lutego 1956 w Cleveland) – amerykańska filozofka feministyczna, profesor literatury porównawczej i retoryki University of California w amerykańskim Berkeley, zajmuje się teoriami władzy, tożsamości i płci. Współtwórczyni teorii queer.

## Dorobek

### Butler o płci
Jej najbardziej znaną publikacją jest wydana w 1990 roku książka Gender Trouble: Feminism and The Subversion of Identity, która przyczyniła się do rozkwitu studiów genderowych w latach 90. XX wieku oraz do wyłonienia się teorii queer. Butler zakwestionowała prosty podział na płeć biologiczną i kulturową. Posłużyła się w tym celu pojęciem performatywności płci.
Punktem wyjścia dla Butler była krytyka tych nurtów feminizmu, które samookreślały się poprzez ścisłe wyznaczenie granic kobiecego podmiotu. Według Butler, niektóre feministki wykluczały z ruchu osoby, które nie stosowały się do zakładanego wprost lub pośrednio wzorca kobiety (na przykład białe heteroseksualne kobiety z klasy średniej wykluczały kobiety homoseksualne, czarnoskóre, niezamożne, trans itp.). Zakwestionowanie spójności kobiecego podmiotu jako posiadającego określone cechy i doświadczenia miało poszerzyć ruch feministyczny o wykluczone grupy, które w jego ramach nie były wcześniej dopuszczone do głosu.
Butler zaproponowała, by nie traktować płci kulturowej (inaczej: gender) jako interpretacji płci biologicznej (sex). Argumentowała, że przekonania co do tego, czym jest (jak funkcjonuje, z czego się składa) upłciowione ciało, są zmienne historycznie. Ponadto zasugerowała, że wybranie jednego elementu spośród innych składających się na „płeć biologiczną” (anatomia, układ chromosomów, działania hormonów itp.), który miałby przesądzać o czyjejś płci, jest arbitralne. W związku z tym Butler uznaje, że dyskurs płci biologicznej jest jednym z elementów płci kulturowej.
Gender (płeć kulturowa) jest w jej ujęciu sposobem, w jaki najróżniejsze działania (gesty, ruchy, stylizacje ciała, mowa) stwarzają iluzję całkowicie spójnego upłciowionego „ja”. Nie istnieje bowiem „ja”, które w sposób suwerenny i wolny przyjmuje na siebie normy płci, lecz to właśnie powtarzanie, cielesne cytowanie norm płciowych stwarza zrozumiałe w danej kulturze „ja” i pozwala w niej być „kimś”. Z tego względu osoby, które nie spełniają wymogów tej spójności, gdyż np. ich pragnienia seksualne, ekspresja, narządy płciowe odbiegają od przyjętych reguł, są marginalizowane, wykluczane. Według Butler, model badań nad płcią, wedle którego istnieje pewien „rdzeń” osoby, „wnętrze”, z którego wypływają rozmaite akty związane z płcią i seksualnością, nie pozwala nam prześwietlić mechanizmów osiągania tejże kulturowej zrozumiałości. Dlatego Butler proponuje model performatywny: ujęcie płci przez pryzmat sposobów, w jakie poprzez rozmaite akty osiągamy spójną tożsamość płciową w społecznym odbiorze. W myśl filozofki proponowane przez nią podejście zawiera też w sobie koncepcję oporu. Akty, na które składa się płeć kulturowa, muszą rytualnie się powtarzać. Zmiana społeczna może się więc dokonać poprzez takie cytowanie norm płci, które wskazuje na ich przygodność (historyczną zmienność) i arbitralność.

### Członkostwo w gremiach, wyróżnienia
W 2012 roku Butler otrzymała Nagrodę im. Theodora W. Adorna za znaczny wkład w myśl filozoficzną. Spotkało się to z krytyką ze strony Izraela ze względu na wsparcie Butler wobec palestyńskiego ruchu BDS.
Od 2017 roku zasiada w międzynarodowej Radzie Naukowej polskiego czasopisma naukowego „Polish Political Science Yearbook”.
Określa się jako osoba niebinarna.

## Publikacje
- Gender Trouble: Feminism and The Subversion of Identity [1990] (Uwikłani w płeć. Feminizm i polityka tożsamości, przeł. Karolina Krasuska, Wydawnictwo Krytyki Politycznej, Warszawa 2008)
- Bodies that Matter: On the Discursive Limits of „Sex” [1993]
- The Psychic Life of Power: Theories of Subjection [1997] (Psychiczne życie władzy. Teorie ujarzmienia, przeł. Tomasz Kaszubski, Wydawnictwo Krytyki Politycznej, Warszawa 2018)
- Excitable Speech: A Politics of the Performative [1997] (Walczące słowa. Mowa nienawiści i polityka performatywu, przeł. Adam Ostolski, Wydawnictwo Krytyki Politycznej, Warszawa 2010)
- Antigone’s Claim: Kinship between Life and Death [2000] (Żądanie Antygony. Rodzina między życiem a śmiercią, przeł. Małgorzata Sugiera i Mateusz Borowski, Księgarnia Akademicka Kraków, Kraków 2010)
- Contingency, Hegemony, Universality: Contemporary Dialogues on the Left [2000] (Przygodność, hegemonia, uniwersalność: współczesne debaty na lewicy, przeł. Agata Czarnacka, Maciej Kropiwnicki, Sławomir Królak, Wydawnictwo Krytyki Politycznej, Warszawa 2014) wraz ze S. Žižkiem i E. Laclau
- Precarious Life: The Powers of Mourning and Violence [2004]
- Undoing Gender [2004]
- Giving an Accounf of Oneself [2005]
- Frames of War. When Is Live Grievable? [2009] (Ramy wojny. Kiedy życie godne jest opłakiwania?, przeł. Agata Czarnacka, Instytut Wydawniczy Książka i Prasa, Warszawa 2011)
- Parting Ways: Jewishness and the Critique of Zionism [2012] (Na rozdrożu. Żydowskość i krytyka syjonizmu, przeł. Michał Filipczuk, Wydawnictwo Krytyki Politycznej, Warszawa 2014)
- Notes Toward a Perfomative Theory of Assembly [2015] (Zapiski o perfomatywnej teorii zgromadzeń, przeł. Joanna Bednarek, Wydawnictwo Krytyki Politycznej, Warszawa 2016)
- The Force of Non-Violence [2020]
- Who’s Afraid of Gender? [2024]